# إستفان جوليس
إستفان جوليس (بالمجرية: Gulyás István)‏ مواليد 13 أكتوبر 1931 في بيتش - الوفاة 31 يوليو 2000 في بودابست، كان لاعب كرة مضرب مجري بدأ مسيرته كمحترف سنة 1968 وكان يلعب باليد اليمنى، اعتزل اللعب في 1973. أعلى تصنيف له في الفردي كان المركز الـ 8 في سنة 1966.

## النهائيات

### نهائيات البطولات الكبرى

#### الفردي: 1 (0-1)
| الحصيلة | السنة | البطولة        | الأرضية | المنافس في النهائي | النتيجة       |
| الوصافة | 1966  | فرنسا المفتوحة | ترابية  | توني روتش          | 1–6, 4–6, 5–7 |

## روابط خارجية
- إستفان جوليس على موقع رابطة محترفي التنس (الإنجليزية)
- إستفان جوليس على موقع الاتحاد الدولي لكرة المضرب (الإنجليزية)
- إستفان جوليس على موقع كأس ديفيز (الإنجليزية)
- إستفان جوليس على موقع أرشيف التنس.كوم (الإنجليزية)
- إستفان جوليس على موقع خلاصة التنس.كوم (الإنجليزية)